# Warren, Connecticut
Warren är en kommun (town) i Litchfield County i delstaten Connecticut, USA. Vid folkräkningen år 2000 bodde 1 254 personer på orten. Den har enligt United States Census Bureau en area på totalt 71,5 km² varav 3,2 km² är vatten.
Väckelseledaren Charles Finney föddes i Warren.